# Asoci Arkaïk de Taron
Asoci Arkaïk dit també Asoci Arkaïk el Jove, fou un príncep bagràtida de Taron, fill del príncep David Arkaïk. Va governar vers 895-896
A la mort del seu pare el 895 el va succeir, però el seu cosí germà i legítim hereu, Gurguèn, es va revoltar i es va proclamar príncep, obtenint un suport majoritari. Amenaçat el país pels shaybànides i amb poc suport, Asoci va decidir renunciar i retirar-se al Constantinoble on la família tenia importants propietats. A la mort de Gurguèn va intentar recuperar el poder amb la mediació del rei d'Armènia (Aní) Simbaci I el Màrtir, però l'emir shaybànida del Diyar Bakr es va negar a retornar-li el principat. Quan els shaybànides van perdre el poder el 899, va prendre el poder Gregori I de Taron, que va haver de lluitar contra els seus nebots i cosins, els dos "fills de Arcaicas" - "Arcaicas" seria David Arkaïk i els seus fills serien Asoci Arkaïk i un altre germà (menys probable és que es tractés d'alguns fills de nom desconegut d'Asoci Arkaïk) - i els va fer captius. El rei Simbaci I d'Armènia, que era l'oncle de tots ells, va demanar a Lleó d'intercedir de manera que no fossin lliurats als àrabs. Lleó va enviar en ambaixada al protoespatari Constantí Lips com emissari a Grigor. L'ambaixada va tenir per resultat un acord pel el qual Asoci no seria entregat als àrabs i en garantia el fill bastard de Grigor, Asoci (futur Asoci III de Taron) fou enviat com a ostatge a Constantinoble, que va rebre allí el títol de protoespatari i se'l va deixar tornar aviat al Taron sent substituït pel germà de Grigor, Aponagem, que també fou nomenat protoespatari. Llavors Grigor va anar a la cort romana d'Orient i fou nomenat magistros i estrateg de Taron i se li va donar un palau a la capital i una renda, però el taronita el va canviar per un domini a la província de Keltzene. De tornada al Taron, Aponagem va tornar a la cort romana d'Orient i fou nomenat patrici i es va casar amb la filla de l'ambaixador protopastari Constantí. Més tard Asoci Arkaïk va tornar a la cort i fou nomenat també patrici de Taron i, per tant, Aponagem va poder tornar a casa.